# Lonicera acuminata
Espèce
Synonymes
- Lonicera buddleioides P.S. Hsu & S.C. Cheng[1]
- Lonicera fuchsioides Hemsl.[1]
- Lonicera giraldii Rehder[1]
- Lonicera henryi Hemsl.[1]
- Lonicera pampaninii H. Lév.[1]
- Lonicera transarisanensis Hayata[1]

Lonicera acuminata, la Clématite de Henry ou le Chèvrefeuille de Henry est une liane ornementale de la famille des Caprifoliacées.

## Description
Liane grimpante, semi-persistante. Les branches deviennent généralement creuses. Les rameaux, pétioles et pédoncules présentent des poils raides brun-jaune denses, incurvés ou étalés, parfois entrecoupés de longs poils glandulaires, parfois glabrescents ou devenant glabres. Les feuilles sont parfois à 3 verticilles ; les pétiole 2-15 mm ; 

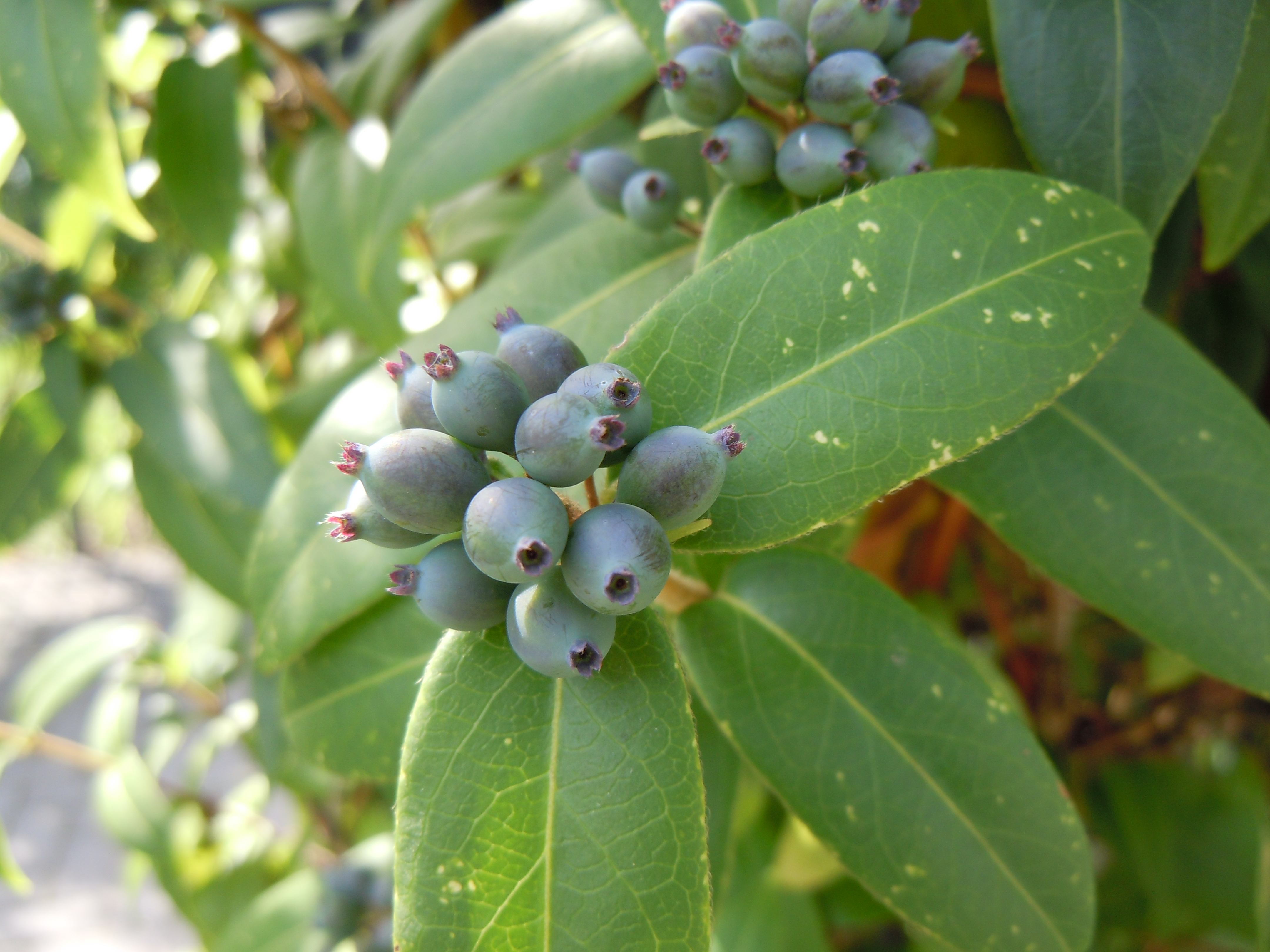
Fruits à Hattingen

limbe ovale ou oblong à linéaire-lancéolé, les deux faces hirsutes brun-jaune au moins sur la nervure médiane ou glabrescente, base arrondie à cordée, marge souvent ciliée. Fleurs appariées, axillaires à l’apex des rameaux, parfois paniculées ; pédoncule de 0-23 mm, plus court vers l’apex des rameaux ; bractées subulées, parfois foliacées, de 2 à 4 mm, pubescentes et ciliées ; bractéoles ovales, d’environ 1 mm, glabres à densément ciliées. Ovaires voisins libres, d’environ 2 mm, glabres, parfois peu poilus, parfois pruineux. Lobes du calice ovales à étroitement triangulaires, parfois glabres ou glandulaires. Corolle bilabiée, blanc teinté de rouge, extérieur glabre à densément pubescent ; tube en forme d’entonnoir, à l’intérieur hirsute, largement et peu profondément gibbeux vers la base ; lèvre supérieure irrégulièrement 4-lobée et dressée, lobes orbiculaires-ovales, lèvre inférieure recourbée. Étamines plus longues ou corolle subégale ; filets hirsutes à la base. Style exsert, hirsute au moins dans la moitié inférieure ou glabre. 
Baies bleu-noir et pruineuses, ovoïdes, de 6-7 mm de diamètre ; graines ellipsoïdes à oblongues, légèrement comprimées, de 4 à 4,5 mm.

## Habitat et répartition
Présente dans les forêts, les broussailles à des altitudes entre 100-3 200 m. S Anhui, Fujian, SE Gansu, Guangdong, Guangxi, W Guizhou, ? Henan, Hubei, Nord-Ouest du Hunan, Jiangxi, S Shaanxi, dans le Sichuan, Taïwan, Xizang, Yunnan, Zhejiang Bhoutan, Inde, Myanmar, Népal, Philippines.

## Écologie
Le nectar attire les insectes et les colibris, les oiseaux à baies. Les plantes peuvent être affectées par l’oïdium, les pucerons et les thrips. L’espèce est utilisée pour les murs végétalisés favorables aux insectes et aux oiseaux. Ses tiges sont utilisées aux Philippines comme matériau de liaison dans la construction des clôtures. Il peut également être propagé par bouturage, pour lequel l’utilisation de l'hormone végétale 1-aminobenzotriazole (ABT1) améliore l’enracinement.

## Taxonomie
La taxonomie de cette espèce très variable est insuffisante. La description initiale de l’espèce par Nathaniel Wallich a été publiée en 1824 par William Roxburgh (Flora indica 2 à la page 176). À l’occasion, Lonicera henryi et giraldii sont répertoriés comme des espèces distinctes,.

## Liste des variétés
Selon Tropicos (17 février 2023) :
- Lonicera acuminata var. acuminata
- Lonicera acuminata var. depilata P.S. Hsu & H.J. Wang